# AFF
AFF (ang. Accelerated FreeFall - przyspieszona nauka swobodnego spadania) – metoda szkolenia spadochronowego mająca na celu stosunkowo szybkie przygotowanie ucznia-skoczka do wykonywania samodzielnych skoków z opóźnionym otwarciem spadochronu.

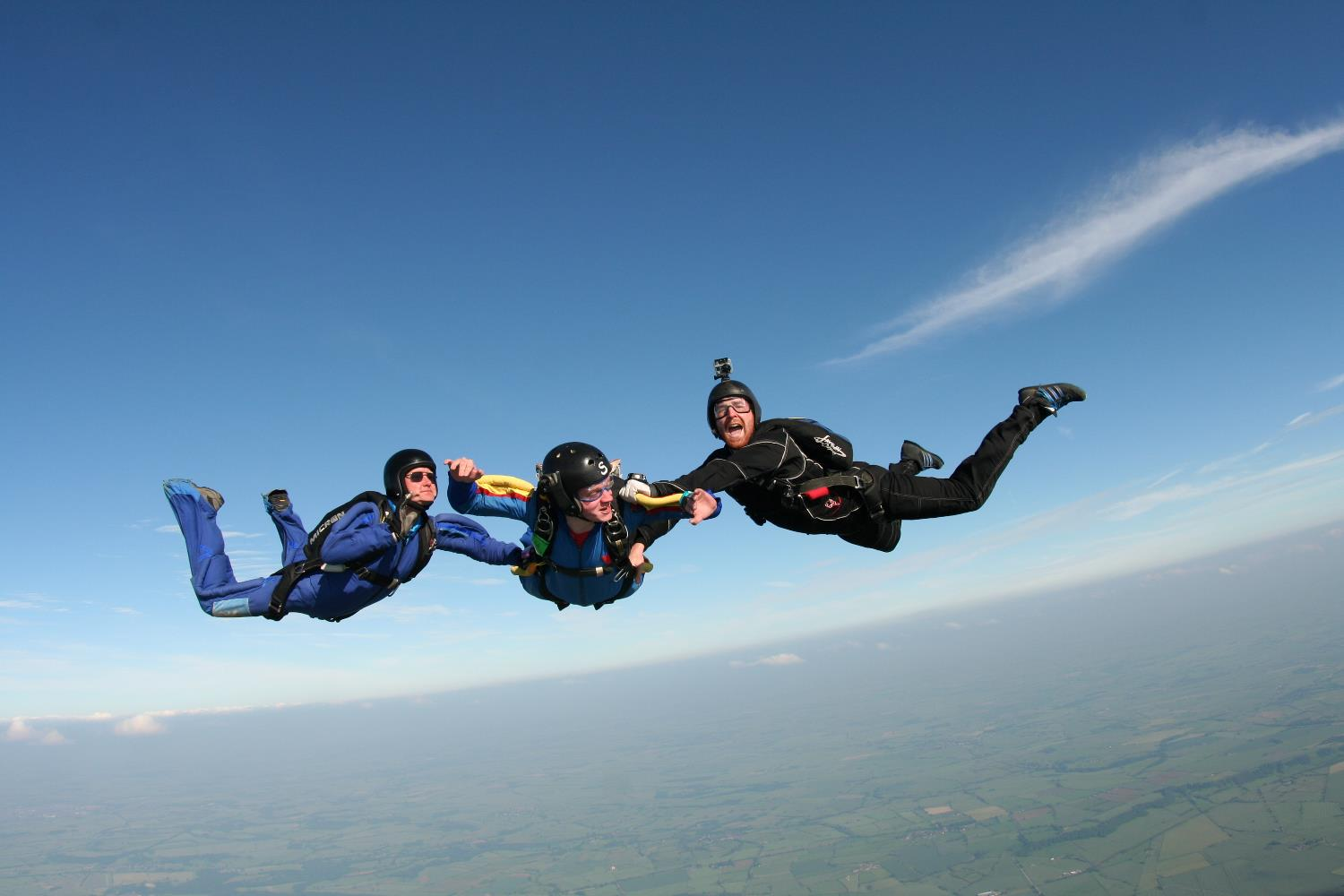
Skok AFF - poziom pierwszy (czerwiec 2012)

## Część teoretyczna
Szkolenie teoretyczne zaczyna się przed pierwszym skokiem i trwa przez cały kurs. Przed pierwszym skokiem student uczy się m.in. postępowania w przypadku sytuacji awaryjnych oraz działania sprzętu. Po każdym skoku uczeń-skoczek dostaje informację o swoich błędach, które omawiane są na podstawie filmu ze skoku, nagranego przez instruktora.

## Część praktyczna
Część praktyczną stanowią ćwiczenia na uprzęży, podczas których uczeń-skoczek uczy się wyczepiania spadochronu głównego i otwierania zapasowego oraz skoki. Skoki w systemie AFF muszą być wykonywane co najmniej z 3000 m, ale zwykle jest to 4000 m. Sprzęt, na którym skacze uczeń-skoczek wyposażony jest w AAD oraz RSL. Uczeń-skoczek i instruktor posiadają również radiotelefon, przez które uczeń po otwarciu spadochronu dostaje wskazówki ułatwiające prawidłowe wylądowanie w wyznaczonym miejscu. Podczas skoków student musi zaliczyć 5 zadań/skoków, których liczba często pokrywa się z ilością skoków potrzebnych do opanowania przez skoczka wszystkich umiejętności. W trakcie pierwszego poziomu student skacze z dwoma instruktorami, a następnie z jednym. Aby zakończyć szkolenie, student musi opanować umiejętność otwierania spadochronu, utrzymywania stabilnej sylwetki, przemieszczania się do przodu, powracania do płaskiej pozycji po zdestabilizowaniu sylwetki oraz wykonywania obrotów. Musi również opanować umiejętność samodzielnego zbudowania rundy do lądowania i samego lądowania.
Po ukończeniu kursu skoczek może wykonywać samodzielne skoki, ale do uzyskania świadectwa kwalifikacji lub dokumentu potwierdzającego uznanie licencji zagranicznej ma status ucznia-skoczka i za jego bezpieczeństwo odpowiada instruktor, który go nadzoruje w danym skoku.